# Sha la la
『sha la la』（シャ・ラ・ラ）は、日本のR&BグループのSkoop On Somebodyが2001年10月31日にリリースした14枚目（Skoop On Somebodyとしては6枚目）のシングル。

## 概要
前作「潮騒」から約2ヶ月ぶりのリリース。
キャッチコピーは、｢この秋最大のラブバラード｣。
当初「sha la la」はアルバムの中の1曲の予定であったが、完成度の高さから急遽A面に決まった。
2009年に中村あゆみがアルバム『VOICE II』にてカヴァーしている。

## 収録曲
1. sha la la
  - 作詞：S.O.S.・小林夏海　作曲・編曲：Face 2 fAKE
  - ニベア花王「ニベアボディ」CMソング。
  - 2017年10月18日にデビュー20周年を記念して親交のある15組20名のアーティスト[2]とコラボレーションしたスペシャル映像「sha la la 20years Anniversary Ver.」が公開された[3]。
2. 束縛
  - 作詞：小原明子・S.O.S.　作曲・編曲：松原憲
3. sha la la (instrumental)
4. 束縛 (instrumental)

## 収録アルバム
sha la la
- Nice'n Slow Jam
- Singles 2002〜1997
- undressed〜club SOS〜
- Singles 10years Complete Box
- LOVE BALLADS〜Best Of S.O.S. Ballads〜
- State Of Soul（New Mix）[4]

束縛
- LOVE BALLADS〜Best Of S.O.S. Ballads〜